# Alexander Weinstein

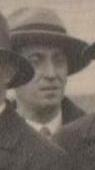
1930 in Jena

Alexander Weinstein (geboren 21. Januar 1897 in Saratow, Russisches Kaiserreich; gestorben 6. Januar 1979 in Washington, D.C.) war ein US-amerikanischer Mathematiker, der sich mit mathematischen Problemen der Mechanik befasste.

## Leben
Alexander Weinstein war ein Sohn des Julius Weinstein und der Alexandra Levcowitz. Er studierte zunächst in Astrachan mit dem Ziel Astronom zu werden, dann an der Universität Würzburg und 1913/14 an der Universität Göttingen. 1921 wurde er an der ETH Zürich bei Hermann Weyl promoviert. 1922 war er Assistent an der Universität Leipzig, lehrte an der University of Wales und war 1926/27 bei Tullio Levi-Civita an der Universität Rom als Rockefeller-Stipendiat. 1927 war er wieder in Zürich als Assistent von Weyl, 1928 an der Universität Hamburg und im gleichen Jahr an der Universität Breslau. 1933 sollte er mit Albert Einstein in Berlin zusammenarbeiten, was aber durch die Machtübernahme der Nationalsozialisten verhindert wurde. Als Jude musste er Deutschland verlassen und ging 1934 nach Paris ans Collège de France, wo er mit Jacques Hadamard arbeitete. 1937 wurde er dort erneut promoviert. 1940 ging er in die USA, wo er an verschiedenen Universitäten war, zeitweise auch an der University of Toronto. Im Zweiten Weltkrieg war er in der Forschungsgruppe von George David Birkhoff an der Harvard University. Schließlich hatte er achtzehn Jahre lang eine Forschungsprofessur am Institute for Fluid Dynamics and Applied Mathematics der University of Maryland. 1967 ging er dort in den Ruhestand, blieb aber weiter an der Georgetown University wissenschaftlich aktiv.
Er befasste sich mit Randwertproblemen partieller Differentialgleichungen aus der Hydrodynamik und Elektrodynamik, zum Beispiel behandelte er in den 1920er Jahren das Strahlproblem der Hydrodynamik auf strenge Weise, entwickelte eine verallgemeinerte Theorie axialsymmetrischer Potentiale und gab Schranken für Eigenwerte der Schwingungen von Platten und Membranen.
Er war Mitglied der Accademia dei Lincei und der Academia Nacional de Ciencias del Perú. 1954 und 1955 erhielt er ein Stipendium der Guggenheim Foundation.